# Axel Wahren
Axel Wahren, född 12 september 1869 i Norrköping, död 3 november 1931, var en svensk företagsledare. Han var bror till Carl Wahren och far till Eric Wahren.
Wahren var son till fabrikör Richard Wahren och Anna Heyman. Han utexaminerades från Kungliga Tekniska högskolan 1890, studerade vid Technische Hochschule i Charlottenburg 1890–1891 och utexaminerades från Höhere Web-Schule i Werdau 1896. Han var ritare vid en lokfabrik i München 1891. 1892 var han elev vid Statens Järnvägars maskinavdelning och 1893–1895 ritare där. 1897 blev han fabriksföreståndare och ingenjör vid R. Wahrens AB klädesfabrik i Norrköping och 1913 verkställande direktör där. 1913 blev han också disponent vid Förenade Yllefabrikerna AB i Norrköping. Han var även ordförande i Rederi AB Helios samt ledamot av stadsfullmäktige, hälsovårdsnämnden och sjukhusstyrelsen.